# Mannsville, New York
Mannsville är ett municipalsamhälle (village) i Jefferson County i delstaten New York. Vid 2010 års folkräkning hade Mannsville 354 invånare.